# الجار (بلاد الروس)

تعديل مصدري - تعديل

الجار هي إحدى قرى مديرية بلاد الروس التابعة لمحافظة صنعاء اليمنية، بلغ تعداد سكانها 1414 نسمة حسب أحصائيات عام 2004.